# Colin Campbell (évêque canadien)
Pour les articles homonymes, voir Colin Campbell et Campbell.
Colin Campbell, né le 12 juillet 1931 et décédé le 17 janvier 2012, était un prélat catholique canadien. Il a été l'évêque du diocèse d'Antigonish en Nouvelle-Écosse de 1986 à 2002.